# 倪敏
倪敏，安徽安庆人，中国象棋棋手，国家一级运动员，安徽棋王。五次安徽省冠军，近两次都是全胜夺冠，曾战胜多位全国大师。棋风自评：“心理素质好，攻击性强。进入战斗后就什么都不怕。”曾代表湖南队参加全国团体赛并冲上象棋甲组，2009年代表湖南队参加第1届全国智运会上荣获全国专业慢棋团体第6。2009年全国象棋精英赛胜全国冠军柳大华。

## 榮譽
- 2008年安徽省棋类锦标赛象棋成人组冠军
- 2008年17届“金箔杯”全国公开赛冠军[5]
- 2009年全国“煤矿乌金杯”冠军[6]
- 2010年“松英杯”全国公开赛冠军[7]
- 2010年安徽省棋王赛冠军获得安徽棋王称号[8]
- 2011年"乌镇杯"全国业余名手邀请赛亚军[9]
- 曾代表湖南队参加全国团体赛并冲上象棋甲组，2009年代表湖南队参加第1届全国智运会上荣获全国专业慢棋团体第6。
- 2009年全国象棋精英赛胜全国冠军柳大华，2010年5月获得湖南衡阳“雨母山佛教和谐杯”冠军[10]